# Địa vật lý máy bay
Địa vật lý máy bay, còn gọi là Địa vật lý hàng không (Airborne Geophysics) là một lĩnh vực của Địa vật lý thăm dò, dùng máy bay làm phương tiện để bay đo các trường Địa vật lý trên đất liền hoặc trên thềm lục địa, nhằm nghiên cứu thạch - thủy quyển. Nó được ứng dụng trong khảo sát địa chất tổng quát, trong tìm kiếm khoáng sản, dầu khí, kim loại, quặng chất phóng xạ, nước ngầm nước khoáng,...
Địa vật lý máy bay dùng các loại máy bay nhỏ, từ loại cánh cố định, trực thăng đến máy bay không người lái (Unmanned Aerial Vehicle, UAV). Các đường bay đo bố trí thành mạng lưới trùm lên vùng khảo sát. Số liệu địa vật lý cùng với số liệu định vị (hay định tọa độ, hiện dùng GPS) và camera ghi hình bề mặt đất dọc đường bay, được lưu trữ vào cơ sở dữ liệu. Sau đó số liệu được xử lý, phân tích, giải đoán để thu được các thông tin về môi trường thạch - thủy quyển. Nếu phát hiện được dị thường (Anomaly) thì có thể thực hiện kiểm tra trên mặt đất tại vị trí được xác định bằng tọa độ và đối chiếu hình ảnh từ camera ghi hình với thực địa.

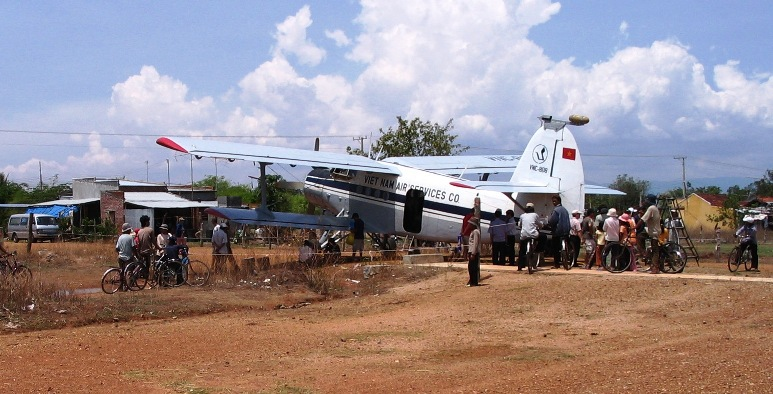
Máy bay AN-2 của VASCO phục vụ đo địa vật lý ở Việt Nam, 2005

## Các phương pháp Địa vật lý máy bay
1. Từ trường: Đo từ trường tự nhiên (Từ trường Trái Đất) bằng các máy đo từ máy bay, ví dụ máy Scintrex CS-VL Cesium Magnetometer Lưu trữ ngày 14 tháng 3 năm 2015 tại Wayback Machine.
2. Trọng lực: Đo trường trọng lực bằng các máy đo trọng lực máy bay,[1] ví dụ máy Scintrex TAGS-6 Dynamic Gravity Meter Lưu trữ ngày 14 tháng 3 năm 2015 tại Wayback Machine, hay Micro-g LaCoste Air-Sea System II Gravity Meter (Mỹ)[2]
3. Xạ phổ gamma tự nhiên: Đo phổ phóng xạ gamma tự nhiên (γ) với các kênh Thori (Th), Urani (U) và Kali (K) bằng các máy đo phổ gamma máy bay, ví dụ máy RS-500 Advanced Digital Gamma-Ray Spectrometer.[3]
4. Cảm ứng sóng dài vô tuyến: Còn gọi là đo VLF (tiếng Anh: Very Low Frequency), đo trường cảm ứng do sóng của dải sóng dài vô tuyến tạo ra trong các lớp đất đá.
5. Điện từ: Đo trường cảm ứng do nguồn phát đặt cùng trong hệ thống bay tạo ra trong các lớp đất đá.

Đo đạc trong địa vật lý máy bay thực hiện bằng các máy đo địa vật lý của phương pháp tương ứng, nhưng chế riêng thành biến thể đo trên máy bay. Có thể dùng các biến thể này để đo trên mặt đất hay ô tô, nhưng gần như không dùng được các biến thể chế cho đo đường bộ lên máy bay.

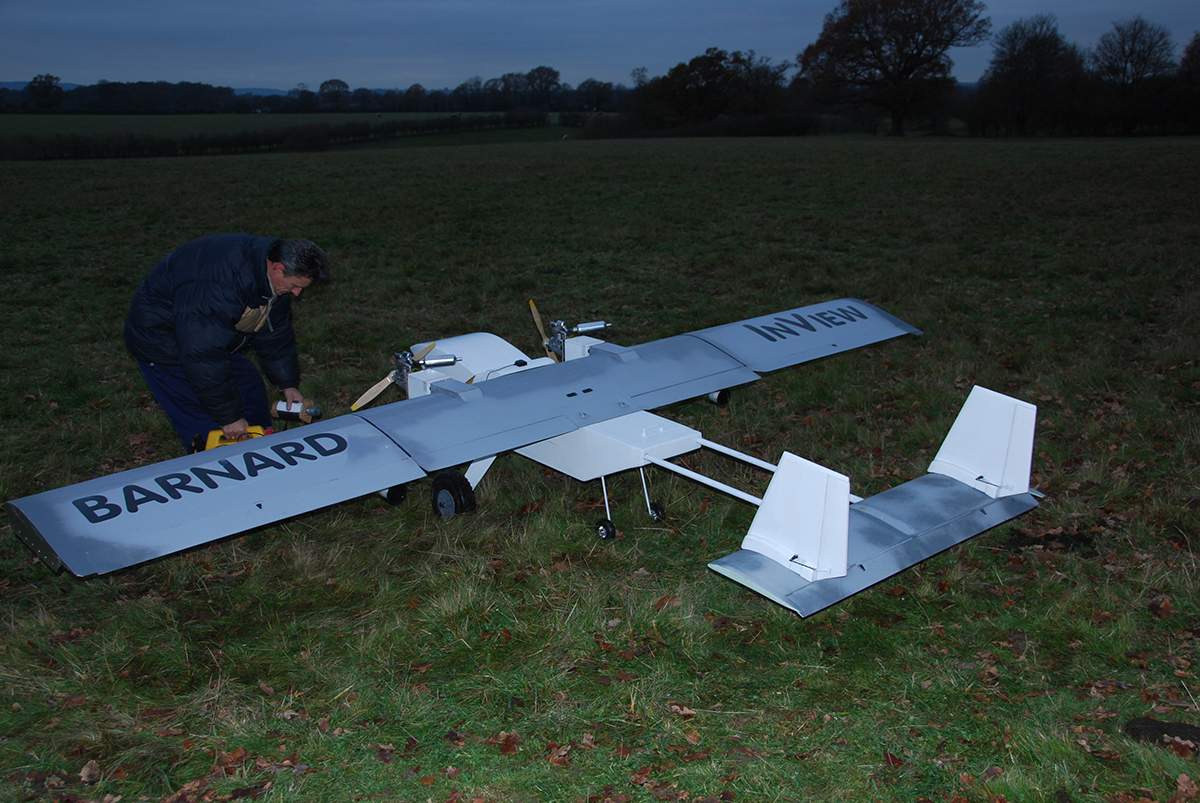
Khảo sát với InView UAV.

## Ứng dụng

### Khảo sát địa chất tổng quát
Trong khảo sát địa chất tổng quát và trong hỗ trợ tìm dầu khí, thực hiện đo từ trường và đôi khi cùng đo trọng lực, dùng máy bay cánh cố định bay nhanh ở độ cao cỡ 100-300m. Giải đoán tài liệu sẽ cho ra các địa khối, các đứt gãy lớn. Tại Việt Nam, năm 1964 đo từ trường máy bay đã phát hiện mỏ sắt Thạch Khê (tỉnh Hà Tĩnh) ở dạng khối đá từ tính bị phủ bởi đất cát ven biển .

### Tìm kiếm phổ dụng
Trong vẽ bản đồ địa chất và tìm kiếm khoáng sản ở độ sâu nhỏ (50 m trở lại), thì thực hiện đo từ trường, xạ phổ gamma tự nhiên, và đôi khi đo Cảm ứng sóng dài vô tuyến VLF. Thường dùng máy bay cánh cố định hoặc trực thăng, bay đo chậm ở độ cao không quá 75 m so với mặt đất. Đo phổ gamma tự nhiên có các kênh báo hàm lượng Uran, Thori và Kali, giúp cho phân chia đất đá và phát hiện bản chất quặng chất phóng xạ nếu bắt gặp.
Tại các nước phát triển thì địa vật lý máy bay được ứng dụng phổ biến, vì nó cho phép thi công cực nhanh. Sử dụng trực thăng cỡ nhỏ để bay đo ở độ cao vài mét, địa vật lý máy bay ứng dụng cả trong khảo sát địa chất môi trường và tai biến tự nhiên, tìm vật chưa nổ (UXO)...
Đo trọng lực bằng trực thăng cũng được sử dụng trong quân sự để dò tìm công trình ngầm như đường hầm, hầm cố thủ (bunker),... như hệ thống dò tìm do Lockheed Martin nghiên cứu và phát triển.

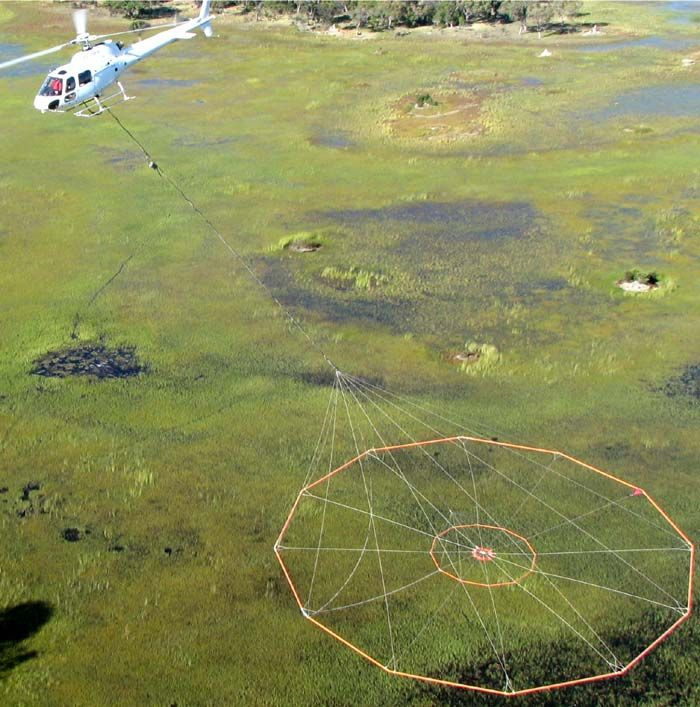
Đo điện từ miền thời gian TDEM bằng trực thăng

### Khảo sát chuyên biệt
Trong nỗ lực phát triển tự động hóa đo đạc, người ta cố gắng lắp đặt các máy đo địa vật lý khả dĩ lên máy bay. Hiện có hai hướng chính là:
1. Đo cảm ứng điện từ, với vòng dây phát trường đủ lớn, để nghiên cứu sâu đến 150m, phục vụ tìm kiếm khoáng sản, nước ngầm, khảo sát môi trường,...[6][7]
2. Dùng máy bay không người lái (UAV) để đo từ trường và/hoặc Xạ phổ gamma.

## Địa vật lý máy bay tại Việt Nam
Tại miền bắc Việt Nam đo địa vật lý máy bay bắt đầu năm 1961, do các chuyên gia và phi công Liên Xô đóng vai trò chính trong hoạt động của Đoàn Địa chất 35 thuộc cục Địa chất và Khoáng sản. Đến năm 1964 đã hoàn thành bay khảo sát từ hàng không tỷ lệ 1/200.000 toàn miền Bắc Việt Nam. Một trong các kết quả quan trọng là đã phát hiện mỏ sắt lớn Thạch Khê (tỉnh Hà Tĩnh) ở dạng khối đá nhiễm từ bị phủ bởi đất cát ven biển. Tại miền nam Việt Nam, Hải quân Mỹ đã đảm nhận bay đo trên đất liền và thềm lục địa năm 1964-1966.
Năm 1970 cục Địa chất và Khoáng sản thành lập lại đơn vị thực hiện đo địa vật lý máy bay, với phiên hiệu Đoàn 65, từ 1990 có tên "Đoàn Địa vật lý hàng không", là đơn vị thành viên của Liên đoàn Vật lý Địa chất . Kết quả bay đo đến năm 1992 đã hoàn thành bay khảo sát từ hàng không trên toàn miền Nam Việt Nam, năm 1998 đã biên tập và xuất bản bản đồ từ trường vùng đất liền và ven bờ biển ở tỷ lệ 1/1000.000. Các bay đo từ trường và phóng xạ phổ gamma thực hiện ở tỷ lệ 1/25.000 trên các vùng có triển vọng khoáng sản. Kết quả đã phục vụ điều tra địa chất, phát hiện những mỏ quan trọng như sắt Nà Rụa (Cao Bằng), urani Khe Hoa - Khe Cao (Quảng Nam), vàng (Sơn Hoà, Xã Lát, Xuân Sơn, Trà Bu, Sơ Tang…), sắt và đồng-niken ở Thất Khê (Cao bằng), sắt và chì-kẽm ở Thượng Giáp (Tuyên Quang) và hàng loạt các mỏ sa khoáng ilmenit ven bờ biển. Bay đo thực hiện bằng máy bay AN-2 do Công ty bay dịch vụ hàng không VASCO, và trước đây là đơn vị tiền bối của họ trong quân đội, thực hiện. Tuy nhiên phi công Việt Nam chưa đảm đương được việc bay ở độ cao không quá 75 m trên vùng núi, nên phải thuê phi công nước ngoài lái.

## Đối tượng nghiên cứu
- Thạch quyển
- Thủy quyển